# Corendon-Kwadro/Saison 2014
Dieser Artikel listet Erfolge und Fahrer des Radsportteams Corendon-Kwadro in der Saison 2014 auf.

## Erfolge im Cyclocross 2013/2014
| Datum      | Rennen                               | Fahrer         |
| ---------- | ------------------------------------ | -------------- |
| 11. Januar | Tschechische Meisterschaft, Loštice  | Martin Bína    |
| 19. Januar | Grand Prix Möbel Alvisse, Leudelange | Laurens Sweeck |

## Mannschaft
| Name                      | Geburtstag        | Nationalität | Team 2013                   |
| ------------------------- | ----------------- | ------------ | --------------------------- |
| Bart Aernouts (ab 25.09.) | 23. Juni 1982     | Belgien      | AA Drink/Leontien.nl        |
| Martin Bína               | 21. Mai 1983      | Tschechien   | Kwadro-Stannah Cycling Team |
| Kevin Cant                | 11. März 1988     | Belgien      | Neoprofi                    |
| Mariusz Gil               | 6. Mai 1983       | Polen        | Kwadro-Stannah Cycling Team |
| Joeri Hofman              | 6. Juli 1992      | Belgien      | Neoprofi                    |
| Marcel Meisen             | 8. Januar 1989    | Deutschland  | Kwadro-Stannah Cycling Team |
| Radomír Šimůnek           | 6. September 1983 | Tschechien   | Kwadro-Stannah Cycling Team |
| Diether Sweeck            | 17. Dezember 1993 | Belgien      | Neoprofi                    |
| Hendrick Sweeck           | 13. Januar 1992   | Belgien      | Neoprofi                    |
| Laurens Sweeck            | 17. Dezember 1993 | Belgien      | Neoprofi                    |
| Julien Taramarcaz         | 12. November 1987 | Schweiz      | Neoprofi                    |